# Саут-Маямі (Флорида)
Саут-Маямі (англ. South Miami) — місто (англ. city) в США, в окрузі Маямі-Дейд штату Флорида. Населення — 12 026 осіб (2020).

## Географія
Саут-Маямі розташований за координатами 25°42′31″ пн. ш. 80°17′42″ зх. д. / 25.70861° пн. ш. 80.29500° зх. д. (25.708550, -80.295105).  За даними Бюро перепису населення США в 2010 році місто мало площу 5,98 км², з яких 5,88 км² — суходіл та 0,11 км² — водойми.

## Демографія
Згідно з переписом 2010 року, у місті мешкало 11 657 осіб у 4699 домогосподарствах у складі 2632 родин. Густота населення становила 1948 осіб/км².  Було 5174 помешкання (865/км²).
Расовий склад населення:
| - 75,1 % — білих - 17,0 % — чорних або афроамериканців - 3,9 % — азіатів - 0,3 % — корінних американців - 1,7 % — осіб інших рас |

До двох чи більше рас належало 2,0 %. Частка іспаномовних становила 43,1 % від усіх жителів.
За віковим діапазоном населення розподілялося таким чином: 20,2 % — особи молодші 18 років, 66,8 % — особи у віці 18—64 років, 13,0 % — особи у віці 65 років та старші. Медіана віку мешканця становила 36,7 року. На 100 осіб жіночої статі у місті припадало 96,4 чоловіків;  на 100 жінок у віці від 18 років та старших — 93,7 чоловіків також старших 18 років.
Середній дохід на одне домашнє господарство  становив 93 283 долари США (медіана — 58 047), а середній дохід на одну сім'ю — 117 574 долари (медіана — 81 009). Медіана доходів становила 51 105 доларів для чоловіків та 42 100 доларів для жінок. За межею бідності перебувало 13,3 % осіб, у тому числі 9,0 % дітей у віці до 18 років та 14,5 % осіб у віці 65 років та старших.
Цивільне працевлаштоване населення становило 5935 осіб. Основні галузі зайнятості: освіта, охорона здоров'я та соціальна допомога — 30,8 %, науковці, спеціалісти, менеджери — 14,6 %, мистецтво, розваги та відпочинок — 14,4 %.